# Golakī
Golakī (persiska: گلكی, گيليكی) är en ort i Iran.   Den ligger i provinsen Bushehr, i den centrala delen av landet, 800 km söder om huvudstaden Teheran. Golakī ligger 49 meter över havet och antalet invånare är 224.
Terrängen runt Golakī är varierad.Runt Golakī är det glesbefolkat, med 15 invånare per kvadratkilometer. Närmaste större samhälle är Ahram, 12,9 km norr om Golakī. Trakten runt Golakī är ofruktbar med lite eller ingen växtlighet.